# Druga savezna liga Jugoslavije u nogometu 1989./90.
Druga savezna liga Jugoslavije u nogometu 1989./90. bilo je trideset i osmo izdanje drugog ranga koje je nosilo naziv Druga savezna liga. Bilo je to četrdeset i četvrto izdanje drugog ranga u Jugoslaviji nakon Drugog svjetskog rata, drugo kao jedinstvena liga od 1955.
Prvak je bio Zemun, koji se uz viceprvaka Proleter Zrenjanin plasirao u Prvu ligu.

Zadnje 4 momčadi ispale su iz lige: Rudar Ljubija, Lirija Prizren, Čelik Zenica i Mladost Lučani.

## Sustav natjecanja
Igralo se u dvije faze. Momčadi su međusobno igrale dvokružni ligaški sustav. Igrala se po jedna utakmica na domaćem i gostujućem terenu. Prvakom je postala momčad koja je skupila najviše bodova u skupini za prvaka (za pobjedu su se dodjeljivala dva boda, za poraz nijedan, dok su se u slučaju neriješenog rezultata izvodili jedanaesterci pri čemu je pobjedniku iz raspucavanja pripao jedan bod).
Pravila koje su određivala poredak na ljestvici su bila: 1) broj osvojenih bodova, 2) omjer u međusobnim susretima, 3) gol-razlika, 4) veći broj postignutih golova, 5) baraž
Liga se sastojala od jedinstvene lige od 20 ekipa. Prve dvije ekipe plasirale su se u Prvu saveznu ligu, a zadnje četiri ispale su u Međurepubličke lige (3. rang natjecanja).

## Sudionici
| Klub             | Grad         | Stadion               | Stadion   | Sezona 1988./89. | Sezona 1988./89.             |
| Klub             | Grad         | Ime                   | Kapacitet | Poz.             | Rang                         |
| ---------------- | ------------ | --------------------- | --------- | ---------------- | ---------------------------- |
| FK Napredak      | Kruševac     | Stadion Mladost       | 25 533    | 17.              | Prva savezna liga            |
| FK Čelik         | Zenica       | Stadion Bilino polje  | 22 000    | 18.              | Prva savezna liga            |
| FK Proleter      | Zrenjanin    | Karađorđev park       | 33 000    | 3.               | Druga savezna liga           |
| OFK Kikinda      | Kikinda      | Gradski vrt           | 10 000    | 4.               | Druga savezna liga           |
| NK Šibenik       | Šibenik      | Rade Končar           | ?         | 5.               | Druga savezna liga           |
| OFK Beograd      | Beograd      | Omladinski stadion    | 30 000    | 6.               | Druga savezna liga           |
| FK Borac         | Čačak        | Stadion FK Borac      | 12 000    | 7.               | Druga savezna liga           |
| FK Sutjeska      | Nikšić       | Gradski stadion       | 10 800    | 8.               | Druga savezna liga           |
| FK Lirija        | Prizren      | Gradski stadion       | 8000      | 9.               | Druga savezna liga           |
| FK Priština      | Priština     | Gradski stadion       | 30 500    | 10.              | Druga savezna liga           |
| FK Mačva         | Šabac        | Stadion FK Mačva      | 10 000    | 11.              | Druga savezna liga           |
| FK Pelister      | Bitolj       | Gradski stadion       | ?         | 12.              | Druga savezna liga           |
| FK Sloboda       | Titovo Užice | Stadion 24. septembar | 10 000    | 13.              | Druga savezna liga           |
| NK Dinamo        | Vinkovci     | Stadion Mladost       | 25 000    | 14.              | Druga savezna liga           |
| FK Leotar        | Trebinje     | ?                     | ?         | 15.              | Druga savezna liga           |
| NK GOŠK Jug      | Dubrovnik    | Stadion Lapad         | 7000      | 16.              | Druga savezna liga           |
| FK Rudar Ljubija | Prijedor     | Gradski stadion       | ?         | 1.               | Međurepublička liga – Zapad  |
| FK Zemun         | Zemun        | Gradski stadion       | 15 000    | 1.               | Međurepublička liga – Sjever |
| NK Iskra         | Bugojno      | ?                     | ?         | 1.               | Međurepublička liga – Jug    |
| SD Mladost       | Lučani       | ?                     | ?         | 1.               | Međurepublička liga – Istok  |

## Ljestvica
| mj.     | klub               | ut. | pob. | ner. | por. | gol+ | gol- | gr  | bod    |
| ------- | ------------------ | --- | ---- | ---- | ---- | ---- | ---- | --- | ------ |
| 1.      | Zemun              | 38  | 23   | 5−1  | 9    | 59   | 35   | +24 | 51     |
| 2.      | Proleter Zrenjanin | 38  | 23   | 4−2  | 9    | 55   | 30   | +25 | 50     |
| 3.      | Sutjeska Nikšić    | 38  | 21   | 1−3  | 13   | 70   | 34   | +36 | 43     |
| 4.      | Priština           | 38  | 21   | 1−3  | 13   | 61   | 39   | +22 | 43     |
| 5.      | Šibenik            | 38  | 19   | 3−2  | 14   | 56   | 55   | +1  | 41     |
| 6.      | Sloboda T. Užice   | 38  | 19   | 1−4  | 14   | 44   | 35   | +9  | 39     |
| 7.      | OFK Kikinda        | 38  | 16   | 6−0  | 16   | 47   | 51   | −4  | 38     |
| 8.      | Dinamo Vinkovci    | 38  | 17   | 3−6  | 12   | 51   | 36   | +15 | 37     |
| 9.      | Pelister Bitolj    | 38  | 16   | 4−1  | 17   | 54   | 50   | +4  | 36     |
| 10.     | GOŠK Jug Dubrovnik | 38  | 15   | 6−3  | 14   | 39   | 39   | 0   | 36     |
| 11.     | Leotar Trebinje    | 38  | 16   | 3−3  | 16   | 47   | 46   | +1  | 35     |
| 12.     | Mačva Šabac        | 38  | 15   | 4−3  | 16   | 49   | 44   | +5  | 34     |
| 13.     | Iskra Bugojno      | 38  | 17   | 0−4  | 17   | 45   | 57   | −12 | 34     |
| 14.     | Napredak Kruševac  | 38  | 15   | 4−1  | 18   | 41   | 54   | −13 | 34     |
| 15.     | OFK Beograd        | 38  | 15   | 3−4  | 16   | 58   | 49   | +9  | 33     |
| 16.     | Borac Čačak        | 38  | 13   | 7−6  | 12   | 34   | 35   | −1  | 33     |
| 17.     | Rudar Ljubija      | 38  | 16   | 0−2  | 20   | 57   | 56   | +1  | 32     |
| 18.     | Lirija Prizren     | 38  | 11   | 1−2  | 24   | 30   | 55   | −25 | 23     |
| 19.     | Čelik Zenica       | 38  | 9    | 0−6  | 23   | 31   | 65   | −34 | 18     |
| 20.     | Mladost Lučani     | 38  | 4    | 3−2  | 29   | 22   | 84   | −62 | 5 (−6) |
|         |                    |     |      |      |      |      |      |     |        |
| Izvori: |                    |     |      |      |      |      |      |     |        |

- Viši rang:
  - Zemun i Proleter Zrenjanin plasirali su se u Prvu saveznu ligu 1990./91.
- Ispali:
  - Rudar Ljubija, Lirija Prizren, Čelik Zenica i Mladost Lučani ispali su u Međurepubličke lige 1990./91.
- Novi članovi:
  - Vardar Skoplje (iz Prve savezne lige), Zagreb, Radnički Beograd, Budva i Bor (iz Međurepubličke lige)
- Napomena:
  - Mladost Lučani je zbog namještanja u prošlom kolu prošle sezone ostala bez 6 bodova.[3]

### Ljestvica strijelaca
| Pog.    | Ime                   | Klub          |
| ------- | --------------------- | ------------- |
| 20      | Emir Mušić            | Rudar Ljubija |
| 19      | Žarko Drašković       | Sutjeska      |
| 19      | Mirsad Omerhodžić     | Sloboda Užice |
| 16      | Tomislav Milićević    | Zemun         |
| 15      | Dragan Lacmanović     | Zemun         |
| 14      | Ardian Kozniku        | Priština      |
| 13      | Nebojša Vranić        | Kikinda       |
| 13      | Zoran Toskić          | Iskra         |
| 13      | Agim Ajdarević        | Lirija        |
| 12      | Goran Bošković        | Proleter      |
| 12      | Zoran Lončar          | OFK Beograd   |
| 12      | Derviš Hadžiosmanović | Iskra         |
| Izvori: |                       |               |

## Rezultati

### Semafor
|                    | BEO  | BOR  | ČEL  | DIN  | GOŠ  | ISK  | KIK  | LEO  | LIR  | MAČ  | MLA  | NAP  | PEL  | PRI  | PRO  | RUD  | ŠIB  | SLO  | SUT  | ZEM  |
| ------------------ | ---- | ---- | ---- | ---- | ---- | ---- | ---- | ---- | ---- | ---- | ---- | ---- | ---- | ---- | ---- | ---- | ---- | ---- | ---- | ---- |
| OFK Beograd        | –––– | 0:0  | 3:0  | 1:2  | 2:1  | 0:0  | 2:2  | 3:0  | 4:1  | 3:0  | 1:1  | 2:0  | 4:1  | 1:2  | 2:0  | 3:0  | 5:0  | 3:1  | 2:0  | 2:0  |
| Borac Čačak        | 1:1  | –––– | 1:1  | 1:0  | 1:0  | 2:0  | 2:0  | 0:0  | 1:0  | 3:0  | 5:0  | 1:0  | 1:0  | 2:0  | 1:0  | 1:0  | 3:0  | 0:1  | 0:0  | 0:1  |
| Čelik Zenica       | 0:2  | 2:2  | –––– | 2:0  | 1:0  | 1:0  | 0:1  | 1:2  | 1:0  | 3:3  | 2:0  | 2:0  | 0:3  | 1:3  | 1:0  | 3:1  | 2:0  | 0:0  | 1:2  | 0:0  |
| Dinamo Vinkovci    | 1:1  | 3:0  | 4:2  | –––– | 1:0  | 2:0  | 3:1  | 0:0  | 4:0  | 1:0  | 3:0  | 2:0  | 2:0  | 2:1  | 0:0  | 4:0  | 1:1  | 4:1  | 5:1  | 1:1  |
| GOŠK Jug           | 1:0  | 0:0  | 1:1  | 1:0  | –––– | 4:0  | 3:0  | 2:1  | 2:0  | 1:0  | 3:0  | 1:0  | 2:1  | 1:3  | 1:1  | 1:0  | 1:0  | 0:0  | 0:0  | 2:1  |
| Iskra Bugojno      | 2:1  | 2:0  | 2:0  | 4:0  | 3:0  | –––– | 1:2  | 2:0  | 2:0  | 1:0  | 3:0  | 4:2  | 3:0  | 1:2  | 0:0  | 2:1  | 3:0  | 1:0  | 1:0  | 2:0  |
| OFK Kikinda        | 2:1  | 5:3  | 5:2  | 0:1  | 0:0  | 2:0  | –––– | 1:0  | 1:0  | 3:0  | 5:0  | 1:0  | 2:0  | 1:0  | 1:1  | 1:0  | 4:1  | 0:1  | 0:0  | 0:2  |
| Leotar Trebinje    | 2:1  | 0:0  | 1:0  | 1:1  | 2:2  | 1:0  | 2:0  | –––– | 2:0  | 4:0  | 9:1  | 2:0  | 3:0  | 3:0  | 1:0  | 2:0  | 2:0  | 1:1  | 1:0  | 1:0  |
| Lirija Prizren     | 2:0  | 2:0  | 3:1  | 1:1  | 0:1  | 0:2  | 1:0  | 2:0  | –––– | 1:0  | 1:0  | 3:1  | 2:1  | 0:0  | 1:2  | 3:0  | 1:1  | 2:0  | 0:1  | 0:1  |
| Mačva Šabac        | 1:1  | 0:0  | 2:0  | 1:0  | 1:1  | 9:0  | 1:0  | 3:0  | 2:0  | –––– | 4:0  | 0:0  | 0:0  | 3:2  | 0:1  | 2:1  | 3:1  | 2:0  | 0:2  | 1:0  |
| Mladost Lučani     | 0:1  | 0:0  | 1:0  | 1:1  | 1:0  | 1:1  | 1:1  | 2:0  | 2:1  | 1:2  | –––– | 1:2  | 1:3  | 0:3  | 1:2  | 1:3  | 0:1  | 1:3  | 1:3  | 0:2  |
| Napredak Kruševac  | 3:0  | 2:1  | 1:0  | 1:0  | 4:1  | 1:1  | 1:2  | 2:1  | 3:0  | 2:1  | 4:1  | –––– | 3:2  | 2:0  | 0:1  | 1:0  | 2:0  | 1:0  | 1:1  | 1:1  |
| Pelister Bitolj    | 3:0  | 0:0  | 3:1  | 3:0  | 5:2  | 4:0  | 2:0  | 4:1  | 1:0  | 0:2  | 1:0  | 2:0  | –––– | 3:1  | 0:0  | 1:1  | 1:1  | 3:0  | 4:3  | 2:1  |
| Priština           | 2:1  | 3:0  | 1:0  | 0:1  | 1:0  | 3:0  | 6:1  | 2:0  | 2:0  | 1:1  | 1:0  | 0:0  | 4:0  | –––– | 0:0  | 4:2  | 3:0  | 2:1  | 2:0  | 4:0  |
| Proleter Zrenjanin | 3:1  | 1:0  | 2:1  | 2:0  | 2:1  | 4:1  | 2:0  | 2:0  | 2:1  | 2:1  | 3:0  | 3:0  | 2:1  | 2:0  | –––– | 3:2  | 2:0  | 1:0  | 2:1  | 4:0  |
| Rudar Ljubija      | 2:0  | 2:0  | 2:0  | 1:0  | 1:2  | 3:0  | 2:2  | 3:1  | 4:1  | 3:1  | 3:1  | 4:0  | 2:0  | 2:0  | 2:0  | –––– | 5:4  | 0:2  | 2:0  | 1:2  |
| Šibenik            | 4:3  | 1:1  | 6:0  | 2:1  | 1:0  | 2:0  | 1:0  | 4:1  | 2:0  | 2:1  | 2:0  | 3:0  | 2:0  | 2:0  | 5:2  | 1:0  | –––– | 1:0  | 2:0  | 1:0  |
| Sloboda T. Užice   | 2:1  | 0:0  | 2:0  | 3:0  | 0:0  | 4:0  | 1:0  | 1:0  | 3:0  | 1:0  | 1:0  | 2:1  | 1:0  | 1:2  | 2:0  | 1:0  | 5:0  | –––– | 1:0  | 2:3  |
| Sutjeska Nikšić    | 6:0  | 4:1  | 4:0  | 2:0  | 2:0  | 3:1  | 3:0  | 4:0  | 4:1  | 1:2  | 2:1  | 6:0  | 2:0  | 1:0  | 3:0  | 2:0  | 1:0  | 4:0  | –––– | 1:1  |
| Zemun              | 1:0  | 4:0  | 1:0  | 0:0  | 3:2  | 3:0  | 5:1  | 2:0  | 1:0  | 2:0  | 2:1  | 3:0  | 1:0  | 4:1  | 1:0  | 4:2  | 2:2  | 2:0  | 2:1  | –––– |
| Izvori:            |      |      |      |      |      |      |      |      |      |      |      |      |      |      |      |      |      |      |      |      |

### Kalendar (jesen)
| 1. kolo 6. 8. 1989. Borac – Lirija 1:0 Sutjeska – Mladost 2:1 Proleter – Čelik 3:0 Beograd – Rudar 3:0 GOŠK Jug – Šibenik 1:0 Priština – Leotar 2:0 Iskra – Mačva 1:0 Zemun – Kikinda 5:1 Sloboda – Pelister 1:0 Napredak – Dinamo 1:0 | 2. kolo 13. 8. 1989. Lirija – Dinamo 1:1 (9:8 pen) Pelister – Napredak 2:0 Kikinda – Sloboda 0:1 Mačva – Zemun 1:0 Leotar – Iskra 1:0 Šibenik – Priština 2:0 Rudar – GOŠK Jug 1:2 Čelik – Beograd 0:2 Mladost – Proleter 1:2 Borac – Sutjeska 0:0 (4:3 pen) |

| 3. kolo 20. 8. 1989. Sutjeska – Lirija 4:1 Proleter – Borac 1:0 Beograd – Mladost 1:1 (4:5 pen) GOŠK Jug – Čelik 1:1 (5:6 pen) Priština – Rudar 4:2 Iskra – Šibenik 3:0 Zemun – Leotar 2:0 Sloboda – Mačva 1:0 Napredak – Kikinda 1:2 Dinamo – Pelister 2:0 | 4. kolo 27. 8. 1989. Lirija – Pelister 2:1 Kikinda – Dinamo 0:1 Mačva – Napredak 0:0 (2:4 pen) Leotar – Sloboda 1:1 (4:2 pen) Šibenik – Zemun 1:0 Rudar – Iskra 3:0 Čelik – Priština 1:3 Mladost – GOŠK Jug 1:0 Borac – Beograd 1:1 (4:3 pen) Sutjeska – Proleter 3:0 |

| 5. kolo 3. 9. 1989. Proleter – Lirija 2:1 Beograd – Sutjeska 2:0 GOŠK Jug – Borac 0:0 (4:1 pen) Priština – Mladost 1:0 Iskra – Čelik 2:0 Zemun – Rudar 4:2 Sloboda – Šibenik 5:0 Napredak – Leotar 2:1 Dinamo – Mačva 1:0 Pelister – Kikinda 2:0 | 6. kolo 10. 9. 1989. Lirija – Kikinda 1:0 Mačva – Pelister 0:0 (5:4 pen) Leotar – Dinamo 1:1 (4:3 pen) Šibenik – Napredak 3:0 Rudar – Sloboda 0:2 Čelik – Zemun 0:0 (3:5 pen) Mladost – Iskra 1:1 (7:6 pen) Borac – Priština 2:0 Sutjeska – GOŠK Jug 2:0 Proleter – Beograd 3:1 |

| 7. kolo 17. 9. 1989. Beograd – Lirija 4:1 GOŠK Jug – Proleter 1:1 (0:3 pen) Priština – Sutjeska 2:0 Iskra – Borac 2:0 Zemun – Mladost 2:1 Sloboda – Čelik 2:0 Napredak – Rudar 1:0 Dinamo – Šibenik 1:1 (2:3 pen) Pelister – Leotar 4:1 Kikinda – Mačva 3:0 | 8. kolo 24. 9. 1989. Lirija – Mačva 1:0 Leotar – Kikinda 2:0 Šibenik – Pelister 2:0 Rudar – Dinamo 1:0 Čelik – Napredak 2:0 Mladost – Sloboda 1:3 Borac – Zemun 0:1 Sutjeska – Iskra 3:1 Proleter – Priština 2:0 Beograd – GOŠK Jug 2:1 |

| 9. kolo 1. 10. 1989. GOŠK Jug – Lirija 2:0 Priština – Beograd 2:1 Iskra – Proleter 0:0 (1:4 pen) Zemun – Sutjeska 2:1 Sloboda – Borac 0:0 (3:4) Napredak – Mladost 4:1 Dinamo – Čelik 4:2 Pelister – Rudar 1:1 (4:3 pen) Kikinda – Šibenik 4:1 Mačva – Leotar 3:0 | 10. kolo 8. 10. 1989. Lirija – Leotar 2:0 Šibenik – Mačva 2:1 Rudar – Kikinda 2:2 (3:4 pen) Čelik – Pelister 0:3 Mladost – Dinamo 1:1 (4:3 pen) Borac – Napredak 1:0 Sutjeska – Sloboda 4:0 Proleter – Zemun 4:0 Beograd – Iskra 0:0 (4:2 pen) GOŠK Jug – Priština 1:3 |

| 11. kolo 15. 10. 1989. Priština – Lirija 2:0 Iskra – GOŠK Jug 3:0 Zemun – Beograd 1:0 Sloboda – Proleter 2:0 Napredak – Sutjeska 1:1 (4:1 pen) Dinamo – Borac 3:0 Pelister – Mladost 1:0 Kikinda – Čelik 5:2 Mačva – Rudar 2:1 Leotar – Šibenik 2:0 | 12. kolo 22. 10. 1989. Lirija – Šibenik 1:1 (3:1 pen) Rudar – Leotar 3:1 Čelik – Mačva 3:3 (2:3 pen) Mladost – Kikinda 1:1 (2:4 pen) Borac – Pelister 1:0 Sutjeska – Dinamo 2:0 Proleter – Napredak 3:0 Beograd – Sloboda 3:1 GOŠK Jug – Zemun 2:1 Priština – Iskra 3:0 |

| 13. kolo 29. 10. 1989. Iskra – Lirija 2:0 Zemun – Priština 4:1 Sloboda – GOŠK Jug 0:0 (2:4 pen) Napredak – Beograd 3:0 Dinamo – Proleter 0:0 (3:4 pen) Pelister – Sutjeska 4:3 Kikinda – Borac 5:3 Mačva – Mladost 4:0 Leotar – Čelik 1:0 Šibenik – Rudar 1:0 | 14. kolo 5. 11. 1989. Lirija – Rudar 3:0 Čelik – Šibenik 2:0 Mladost – Leotar 2:0 Borac – Mačva 3:0 Sutjeska – Kikinda 3:0 Proleter – Pelister 2:1 Beograd – Dinamo 1:2 GOŠK Jug – Napredak 1:0 Priština – Sloboda 2:1 Iskra – Zemun 2:0 |

| 15. kolo 12. 11. 1989. Zemun – Lirija 1:0 Sloboda – Iskra 4:0 Napredak – Priština 2:0 Dinamo – GOŠK Jug 1:0 Pelister – Beograd 3:0 Kikinda – Proleter 1:1 (4:2 pen) Mačva – Sutjeska 0:2 Leotar – Borac 0:0 (1:3 pen) Šibenik – Mladost 2:0 Rudar – Čelik 2:0 | 16. kolo 19. 11. 1989. Lirija – Čelik 3:1 Mladost – Rudar 1:3 Borac – Šibenik 3:0 Sutjeska – Leotar 4:0 Proleter – Mačva 2:1 Beograd – Kikinda 2:2 (5:6 pen) GOŠK Jug – Pelister 2:1 Priština – Dinamo 0:1 Iskra – Napredak 4:2 Zemun – Sloboda 2:0 |

| 17. kolo 26. 11. 1989. Sloboda – Lirija 3:0 Napredak – Zemun 1:1 (2:4 pen) Dinamo – Iskra 2:0 Pelister – Priština 3:1 Kikinda – GOŠK Jug 0:0 (7:6 pen) Mačva – Beograd 1:1 (2:4 pen) Leotar – Proleter 1:0 Šibenik – Sutjeska 2:0 Rudar – Borac 2:0 Čelik – Mladost 2:0 | 18. kolo 29. 11. 1989. Lirija – Mladost 1:0 Borac – Čelik 1:1 (4:2 pen) Sutjeska – Rudar 2:0 Proleter – Šibenik 2:0 Beograd – Leotar 3:0 GOŠK Jug – Mačva 1:0 Priština – Kikinda 6:1 Iskra – Pelister 3:0 Zemun – Dinamo 0:0 (4:3 pen) Sloboda – Napredak 2:1 |

| 19. kolo 3. 12. 1989. Napredak – Lirija 3:0 Dinamo – Sloboda 4:1 Pelister – Zemun 2:1 Kikinda – Iskra 2:0 Mačva – Priština 3:2 Leotar – GOŠK Jug 2:2 (4:5 pen) Šibenik – Beograd 4:3 Rudar – Proleter 2:0 Čelik – Sutjeska 1:2 Mladost – Borac 0:0 (3:4 pen) |

### Kalendar (proljeće)
| 20. kolo 25. 2. 1990. Lirija – Borac 2:0 Mladost – Sutjeska 1:3 Čelik – Proleter 1:0 Rudar – Beograd 2:0 Šibenik – GOŠK Jug 1:0 Leotar – Priština 3:0 Mačva – Iskra 9:0 (Iskrine boje branili su juniori ovog kluba) Kikinda – Zemun 0:2 Pelister – Sloboda 3:0 Dinamo – Napredak 2:0 | 21. kolo 4. 3. 1990. Dinamo – Lirija 4:0 Napredak – Pelister 3:2 Sloboda – Kikinda 1:0 Zemun – Mačva 2:0 Iskra – Leotar 2:0 Priština – Šibenik 3:0 GOŠK Jug – Rudar 1:0 Beograd – Čelik 3:0 Proleter – Mladost 3:0 Sutjeska – Borac 4:1 |

| 22. kolo 11. 3. 1990. Lirija – Sutjeska 0:1 Borac – Proleter 1:0 Mladost – Beograd 0:1 Čelik – GOŠK Jug 1:0 Rudar – Priština 2:0 Šibenik – Iskra 2:0 Leotar – Zemun 1:0 Mačva – Sloboda 2:0 Kikinda – Napredak 1:0 Pelister – Dinamo 3:0 | 23. kolo 18. 3. 1990. Pelister – Lirija 1:0 Dinamo – Kikinda 3:1 Napredak – Mačva 2:1 Sloboda – Leotar 1:0 Zemun – Šibenik 2:2 (3:5 pen) Iskra – Rudar 2:1 Priština – Čelik 1:0 GOŠK Jug – Mladost 3:0 Beograd – Borac 0:0 (5:3 pen) Proleter – Sutjeska 2:1 |

| 24. kolo 25. 3. 1990. Lirija – Proleter 1:2 Sutjeska – Beograd 6:0 Borac – GOŠK Jug 1:0 Mladost – Priština 0:3 Čelik – Iskra 1:0 Rudar – Zemun 1:2 Šibenik – Sloboda 1:0 Leotar – Napredak 2:0 Mačva – Dinamo 1:0 Kikinda – Pelister 2:0 | 25. kolo 28. 3. 1990. Kikinda – Lirija 1:0 Pelister – Mačva 0:2 Dinamo – Leotar 0:0 (5:4 pen) Napredak – Šibenik 2:0 Sloboda – Rudar 1:0 Zemun – Čelik 1:0 Iskra – Mladost 3:0 Priština – Borac 3:0 GOŠK Jug – Sutjeska 0:0 (2:4 pen) Beograd – Proleter 2:0 |

| 26. kolo 1. 4. 1990. Lirija – Beograd 2:0 Proleter – GOŠK Jug 2:1 Sutjeska – Priština 1:0 Borac – Iskra 2:0 Mladost – Zemun 0:2 Čelik – Sloboda 0:0 (2:4 pen) Rudar – Napredak 4:0 Šibenik – Dinamo 2:1 Leotar – Pelister 3:0 Mačva – Kikinda 1:0 | 27. kolo 8. 4. 1990. Mačva – Lirija 2:0 Kikinda – Leotar 1:0 Pelister – Šibenik 1:1 (4:2) Dinamo – Rudar 4:0 Napredak – Čelik 1:0 Sloboda – Mladost 1:0 Zemun – Borac 4:0 Iskra – Sutjeska 1:0 Priština – Proleter 0:0 (5:6 pen) GOŠK Jug – Beograd 1:0 |

| 28. kolo 15. 4. 1990. Lirija – GOŠK Jug 0:1 Beograd – Priština 1:2 Proleter – Iskra 4:1 Sutjeska – Zemun 1:1 (3:5 pen) Borac – Sloboda 0:1 Mladost – Napredak 1:2 Čelik – Dinamo 2:0 Rudar – Pelister 2:0 Šibenik – Kikinda 1:0 Leotar – Mačva 4:0 | 29. kolo 22. 4. 1990. Leotar – Lirija 2:0 Mačva – Šibenik 3:1 Kikinda – Rudar 1:0 Pelister – Čelik 3:1 Dinamo – Mladost 3:0 Napredak – Borac 2:1 Sloboda – Sutjeska 1:0 Zemun – Proleter 1:0 Iskra – Beograd 2:1 Priština – GOŠK Jug 1:0 |

| 30. kolo 29. 4. 1990. Lirija – Priština 0:0 (5:6 pen) GOŠK Jug – Iskra 4:0 Beograd – Zemun 2:0 Proleter – Sloboda 1:0 Sutjeska – Napredak 6:0 Borac – Dinamo 1:0 Mladost – Pelister 1:3 Čelik – Kikinda 0:1 Rudar – Mačva 3:1 Šibenik – Leotar 4:1 | 31. kolo 2. 5. 1990. Šibenik – Lirija 2:0 Leotar – Rudar 2:0 Mačva – Čelik 2:0 Kikinda – Mladost 5:0 Pelister – Borac 0:0 (5:4 pen) Dinamo – Sutjeska 5:1 Napredak – Proleter 0:1 Sloboda – Beograd 2:1 Zemun – GOŠK Jug 3:2 Iskra – Priština 1:2 |

| 32. kolo 6. 5. 1990. Lirija – Iskra 0:2 Priština – Zemun 4:0 GOŠK Jug – Sloboda 0:0 (6:5 pen) Beograd – Napredak 2:0 Proleter – Dinamo 2:0 Sutjeska – Pelister 2:0 Borac – Kikinda 2:0 Mladost – Mačva 1:2 Čelik – Leotar 1:2 Rudar – Šibenik 5:4 | 33. kolo 13. 5. 1990. Rudar – Lirija 4:1 Šibenik – Čelik 6:0 Leotar – Mladost 9:1 Mačva – Borac 0:0 (10:9 pen) Kikinda – Sutjeska 0:0 (5:4 pen) Pelister – Proleter 0:0 (6:5 pen) Dinamo – Beograd 1:1 (4:3 pen) Napredak – GOŠK Jug 4:0 Sloboda – Priština 1:2 Zemun – Iskra 3:0 |

| 34. kolo 20. 5. 1990. Lirija – Zemun 0:1 Iskra – Sloboda 1:0 Priština – Napredak 0:0 (4:5 pen) GOŠK Jug – Dinamo 1:0 Beograd – Pelister 4:1 Proleter – Kikinda 2:0 Sutjeska – Mačva 1:2 Borac – Leotar 0:0 (6:7 pen) Mladost – Šibenik 0:1 Čelik – Rudar 3:1 | 35. kolo 27. 5. 1990. Čelik – Lirija 1:0 Rudar – Mladost 3:1 Šibenik – Borac 1:1 (4:2 pen) Leotar – Sutjeska 1:0 Mačva – Proleter 0:1 Kikinda – Beograd 2:1 Pelister – GOŠK Jug 5:2 Dinamo – Priština 2:1 Napredak – Iskra 1:1 (5:3 pen) Sloboda – Zemun 2:3 |

| 36. kolo 30. 5. 1990. Lirija – Sloboda 2:0 Zemun – Napredak 3:0 Iskra – Dinamo 4:0 Priština – Pelister 4:0 GOŠK Jug – Kikinda 3:0 Beograd – Mačva 3:0 Proleter – Leotar 2:0 Sutjeska – Šibenik 1:0 Borac – Rudar 1:0 Mladost – Čelik 1:0 | 37. kolo 3. 6. 1990. Mladost – Lirija 2:1 Čelik – Borac 2:2 (7:8 pen) Rudar – Sutjeska 2:0 Šibenik – Proleter 5:2 Leotar – Beograd 2:1 Mačva – GOŠK Jug 1:1 (2:4 pen) Kikinda – Priština 1:0 Pelister – Iskra 4:0 Dinamo – Zemun 1:1 (2:3 pen) Napredak – Sloboda 1:0 |

| 38. kolo 6. 6. 1990. Lirija – Napredak 3:1 Sloboda – Dinamo 3:0 Zemun – Pelister 1:0 Iskra – Kikinda 1:2 Priština – Mačva 1:1 (1:3 pen) GOŠK Jug – Leotar 2:1 Beograd – Šibenik 5:0 Proleter – Rudar 3:2 Sutjeska – Čelik 4:0 Borac – Mladost 5:0 |

## Poveznice
- Prva savezna liga 1989./90.
- Međurepubličke lige 1989./90.
- Kup maršala Tita 1989./90.

## Vanjske poveznice
- YU FUDBAL 1989/1990 TEMPO ALMANAH
- rsssf.org
- HRnogomet
- SISTEM TAKMIČENJA U JUGOSLAVIJI 1988. - 1991.